# トマス・ゲインズバラ

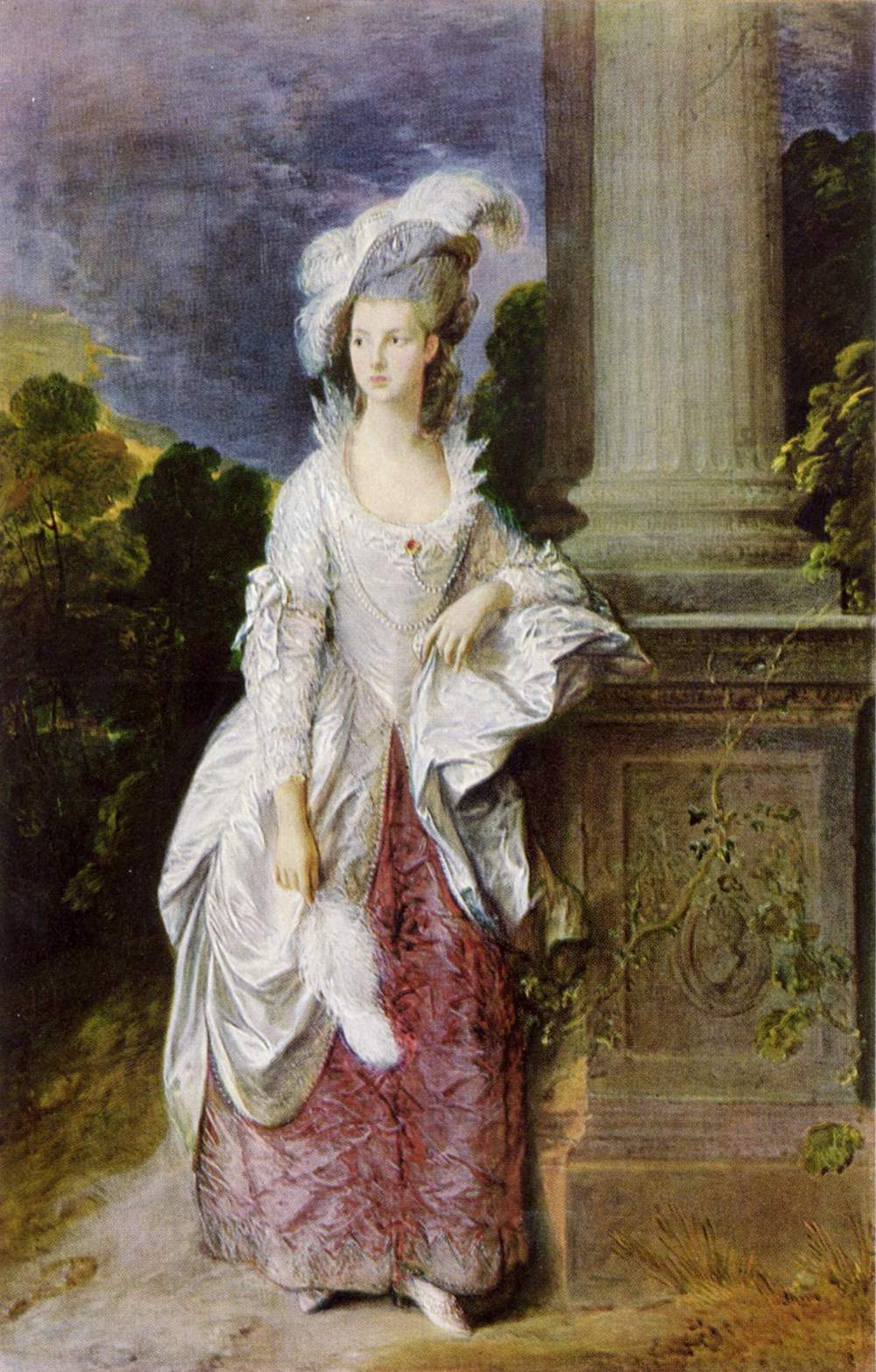
グレアム夫人　1777　スコットランド国立美術館（エディンバラ）蔵

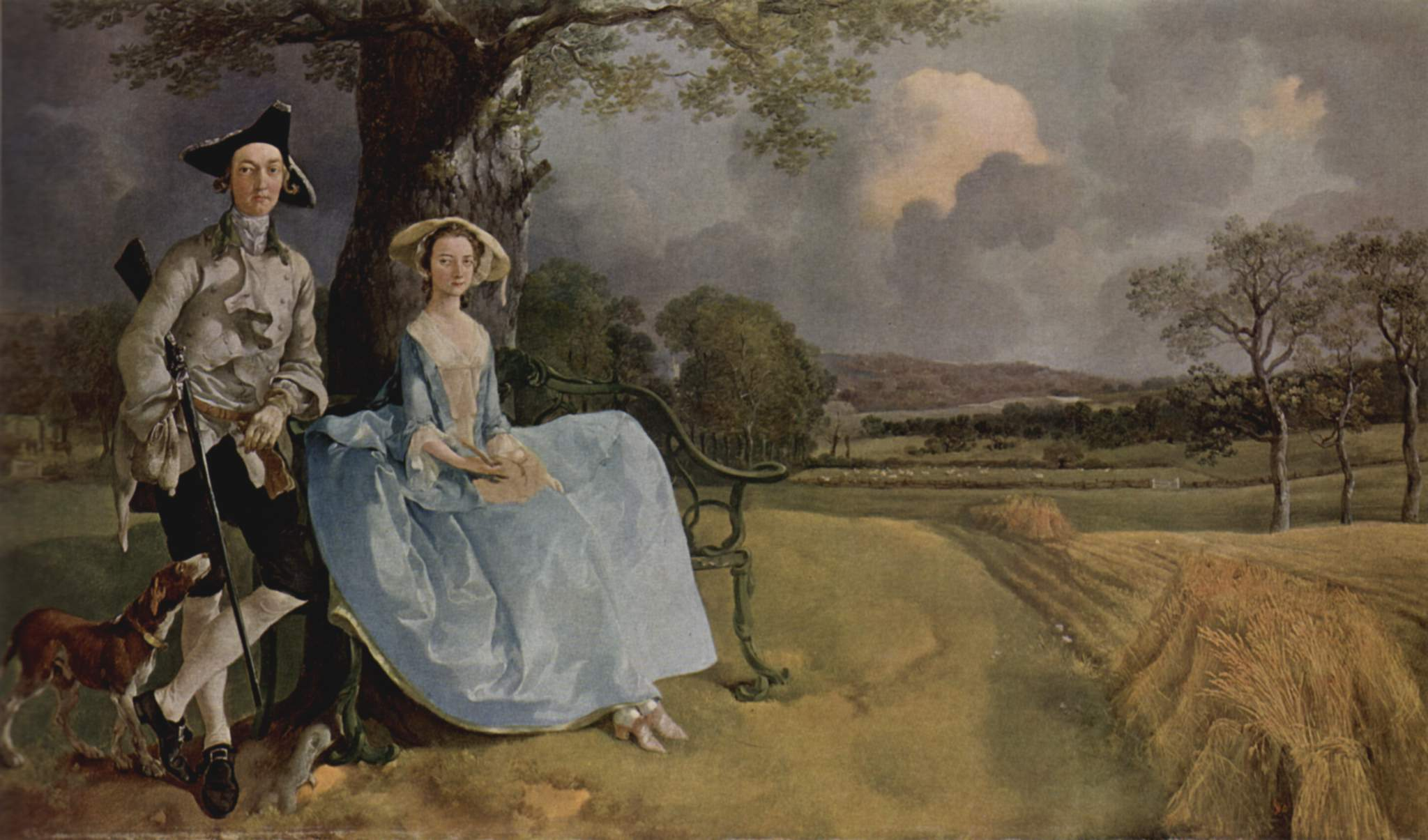
アンドリューズ夫妻像　1748－49頃　ナショナル・ギャラリー（ロンドン）蔵

トマス・ゲインズバラ (Thomas Gainsborough, 1727年5月14日 - 1788年8月2日) は、18世紀のイギリスの画家。
ゲインズバラは今日でこそ優れた肖像画家として知られ、生涯に700点以上の肖像画を残しているが、故郷サフォークの風景や自然をこよなく愛した彼が真に描きたかったのは風景であり、「肖像画は金のために、風景画は楽しみのために描く」と言っていたと伝えられる。事実、彼の代表作である『アンドリューズ夫妻像』では、モデルの夫妻の姿は画面の向かって左端に追いやられ、キャンバスの右半分は、アンドリューズ夫妻の領地である田園風景の描写に費やされている。
風景画家としてのゲインズバラは後のコンスタブルなどに多大な影響を与えている。しかし、ゲインズバラ自身が「金のために」いやいやながら描いていたと言う肖像画のなかにも多くの傑作があるのは事実である。特に、代表作の『グレアム夫人像』にみられる流麗なタッチ、若き貴婦人の侵しがたい気品と威厳を描きつくした表現力は、他の追随を許さないものである。

晩年にはフィリップ・ジェイムズ・ド・ラウザーバーグが作成したミニチュア機械劇場エイドフュージコンに刺激され多くのガラス絵を描いた。

## 生涯
1727年、ロンドン北東のサフォーク地方にあるサドベリに生まれた。ゲインズバラの家族は羊毛を扱う職人であった。13歳の頃に父親に素描の才能を見いだされ、1740年にロンドンに出た。ロンドンではユベール＝フランソワ・グラヴロやフランシス・ヘイマン、ウィリアム・ホガースといったシティ・オブ・ウェストミンスターのセント・マーチンズ通りのコーヒーハウス(Old Slaughter's Coffee House)に集った画家たちの中で修業した。1743年には自らのスタジオを開いた。1746年に公爵の非嫡出子とされる16歳の娘と結婚した。画家としての評判は上がらず、オランダの風景画の模倣をして生活した後、1848年にサドベリに帰った。風景画の中に小さく人物を描くというスタイルの作品を描き、その後も顧客を求めて、1752年にサフォーク州の州都イプスウィッチに移り、1759年に保養地のバースへ移った。1774年に最終的にロンドンに移り、肖像画家としての地位を確立し、英国王室から多くの依頼を受けるようになった。

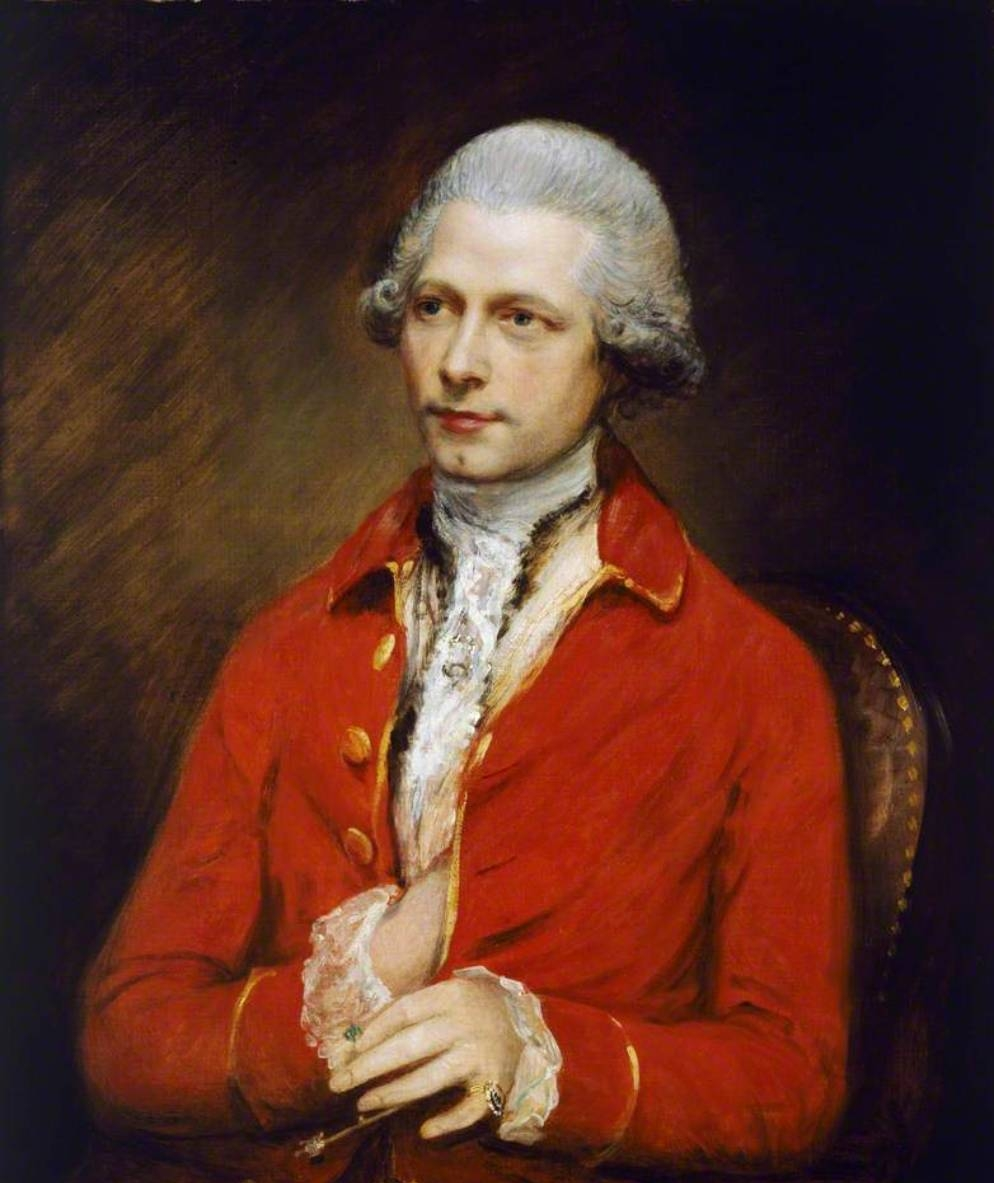
Jean Joseph Merlin (1735-1803) Painting by Thomas Gainsborough

## 代表作
- 青衣の少年（1770年、カリフォルニア州・サンマリノ、ハンティントン・ライブラリー）
- アンドルーズ夫妻（1748-49年頃、ロンドン、ナショナルギャラリー）
- ピーター・ウィリアム・バーカー夫人の肖像（1781年、ニューヨーク、フリック・コレクション）